# Solar do Colégio
O Solar do Colégio é um antigo engenho, construído no século XVII pelos jesuítas. Está localizado na cidade de Campos dos Goytacazes, no estado brasileiro do Rio de Janeiro. É um patrimônio cultural nacional, tombado pelo Instituto do Patrimônio Histórico e Artístico Nacional (IPHAN), na data de 24 de julho de 1946, sob o processo de nº 175-T-1938.
Atualmente, o solar pertence ao Governo do Estado do Rio de Janeiro e está sediando o Arquivo Público Municipal de Campos do Goytacazes.

## História
No ano de 1652, o engenho foi construído pelos padres jesuítas, finalizando suas obras no ano de 1690. O engenho dos jesuítas produzia alimentos e tecidos, tinha criação de gado e cavalos, para abastecer o Colégio Jesuíta do Rio de Janeiro. E no local se fabricavam telhas e tijolos para a construção das edificações do engenho. A capela construída no engenho, foi em devoção ao Santo Inácio de Loyola e Nossa Senhora da Conceição. Com a expulsão dos jesuítas do Brasil no ano de 1759, o imóvel foi incorporado à Coroa Portuguesa e leiloado em 1781, sendo arrematado pelo português comerciante de escravos, Joaquim Vicente dos Reis, que viveu com sua família na fazenda, até seu falecimento no ano de 1813. O engenho ficou de herança para Sebastião Gomes Barroso, marido de Joanna Bernardina dos Reis, filha de Joaquim.
Entre os anos de 1813 até 1980, o Solar do Engenho foi de propriedade da família Barroso. Durante o século XIX, o Engenho do Colégio era uma das maiores fazendas escravistas do Brasil, havendo mais de 1.500 escravos, entre brasileiros e africanos. No ano de 1875, o solar recebeu a visita do imperador D. Pedro II.
No início do século XX, a fazenda precisou ser hipotecada, devido às dívidas da família Barroso. O empresário Vitor Sence, compra a fazenda, moderniza o engenho e vende para Tocos e, na década de 1920, doa a parte residencial da fazenda para os irmãos João Batista Vianna Barroso, Sérgio Vianna Barroso e Zulmira Vianna Barroso.
No ano de 1946, o Solar do Engenho, juntamente com sua capela, ganha o título de Patrimônio Cultural Nacional pelo Instituto do Patrimônio Histórico e Artístico Nacional (IPHAN).
No dia 29 de maio de 1977, o Governo do Estado do Rio de Janeiro desapropriou o imóvel com o objetivo de sediar o "Centro Regional de Núcleo Comunitário de Educação, Cultura e Trabalho do Município de Campos". O proprietário do solar na época, João Batista Vianna Barroso, não concordou com os termos e se recusou a sair do imóvel, que continuou morando até sua morte em 1980. E a posse foi dada ao Governo do Estado, no ano de 1984. No ano de 2000, a Universidade Estadual do Norte Fluminense (UENFA), juntamente com a Prefeitura de Campos dos Goytacazes, formulou um projeto para implantar no imóvel a Escola de Cinema, mas o projeto não foi executado. No ano de 2002, a Prefeitura, em parceria com a Fundação Cultural Jornalista Oswaldo Lima, inaugura o Arquivo Público Municipal da cidade de Campos dos Goytacazes no solar.

## Arquitetura
O solar foi construído em estilo barroco, com paredes de setenta centímetros de espessura em tijolos queimados e telhado com beira-seveira. Os tijolos e telhas foram fabricados no próprio engenho, pelos escravos. Foram construídos quatro alas ao entorno de um claustro, sendo a ala direita a capela. No primeiro pavimento do solar, todos os vãos possuem molduras em pedra. No segundo pavimento, a fachada principal, com quarenta metros de comprimento, possui doze janelas com molduras em madeira.
A capela foi construída com uma nave única, capela-mor e torre sineira. No frontispício, há um frontão ondulado com uma placa com as inscrições "1803" e "1934", uma portada almofadada, todos os vãos com moldura em pedra e vergas em arco abatido. O altar de São Miguel, havia anjos negros e, ainda nos dias atuais, há traços indígenas no arco entre a capela-mor e a nave.

## Arqueologia
Desde 2012, grupos de estudantes e pesquisadores fazem escavações arqueológicas no entorno do Solar do Colégio, Fizeram escavações em duas áreas: uma área a quarenta e cinco metros a noroeste da sede, local de descarte usado pelos ocupantes do solar e a outra a oitenta metros ao norte da sede, área onde se localizava a senzala do engenho.
Na área de descarte do solar, foram escavados nove metros quadrados, divididos em duas áreas, com quarenta centímetros de profundidade em média. Na área da senzala, as escavações foram feitas em duas trincheiras paralelas, com quinze metros de distância entre elas. Uma trincheira com nove metros de comprimento e outra com onze metros, ambas com profundidade entre quarenta e cinquenta centímetros.
Durante as escavações no ano de 2016, nas camadas de zero a vinte centímetros de profundidade, foram encontrados materiais de louça e vidro, em fragmentos entre dois a seis centímetros. Destes materiais de louça, foram 904 fragmentos de faiança fina, 407 de vidro e 118 de faiança portuguesa, e dos materiais de vidro, foram encontrados fragmentos de frascos de remédios e perfumaria, utensílios de mesa e recipientes de alimentos e bebidas. Nos frascos de remédios, encontraram vestígios de óleo de rícino, elixires e remédios para asma (BYK Euphyllin endovenoso).
Nas escavações no ano de 2014, nos primeiros níveis de escavação, foram encontrados vestígios de ocupação pós 1870. No nível intermediário foram encontrados vestígios de ocupação entre os anos de 1850 e 1870 e no nível mais profundo, vestígios de ocupação entre os anos 1835 e 1850.
Os materiais encontrados foram encaminhados para o Centro de Estudos e Pesquisas Arqueológicas da Universidade Federal do Paraná (UFPR), onde foram higienizados, analisados, restaurados e passaram pelo processo de curadoria, identificação e catalogação.

## Arquivo Público Municipal de Campos dos Goytacazes
Inaugurado no dia 28 de março de 2002, com o nome de Arquivo Público Municipal Waldir Pinto de Carvalho. O acervo do arquivo municipal abriga a coleção do jornal Monitor Campista, com 174 encadernações e 34 rolos de microfilme dos originais que se encontram na Biblioteca Nacional, documentações administrativas da Câmara Municipal e do Sindicato do Açúcar, livros de registros cartorários, processos judiciais, documentação da prefeitura e algumas coleções particulares. O Arquivo Público está aberto para visitação e pesquisas, com o acesso a alguns documentos restritos mediante a autorização prévia.